# Бозюков, Митрофан Игнатьевич
Митрофа́н Игна́тьевич Бозюко́в (5 [18] августа 1912, Большие Ясырские Выселки, Воронежская губерния — 17 ноября 1971, село 1-й Лиман, Воронежская область) — старший механик Тулиновской машинно-тракторной станции.

## Биография
Родился 5 (18) августа 1912 года в селе Большие Ясырские Выселки Бобровского уезда Воронежской губернии (ныне — пос. Большие Ясырки Панинского района Воронежской области). Русский.
В 1929—1931 — рядовой колхозник колхоза «Верный путь», в 1931—1933 — тракторист, бригадир тракторной бригады. В 1933—1938 — участковый механик Тулиновской машинно-тракторной станции, в 1938—1944 — старший механик Лимановской МТС, в 1944—1949 — старший механик Тулиновской МТС.
За получение в обслуживаемых колхозах высокого урожая ржи на площади 796,5 га Указом Президиума Верховного Совета СССР от 7 мая 1948 года Бозюкову Митрофану Игнатьевичу присвоено звание Героя Социалистического Труда с вручением ордена Ленина и золотой медали «Серп и Молот».
С 1949 года работал директором Архангельской МТС, затем был начальником Криушанского отделения ремонтно-технической станции, инженером колхоза «Лиман».
Умер 17 ноября 1971 года. Похоронен в селе 1-й Красный Лиман Панинского района Воронежской области.

## Награды
- орден Ленина,
- орден Трудового Красного Знамени,
- медали.

## Память
Бюст М. И. Бозюкова установлен на Аллее Героев в посёлке Панино Воронежской области.